# Prosopeia personata
El papagayo enmascarado (Prosopeia personata) es una especie de ave psitaciforme de la familia Psittaculidae endémica de la isla de Viti Levu en Fiyi.

## Descripción

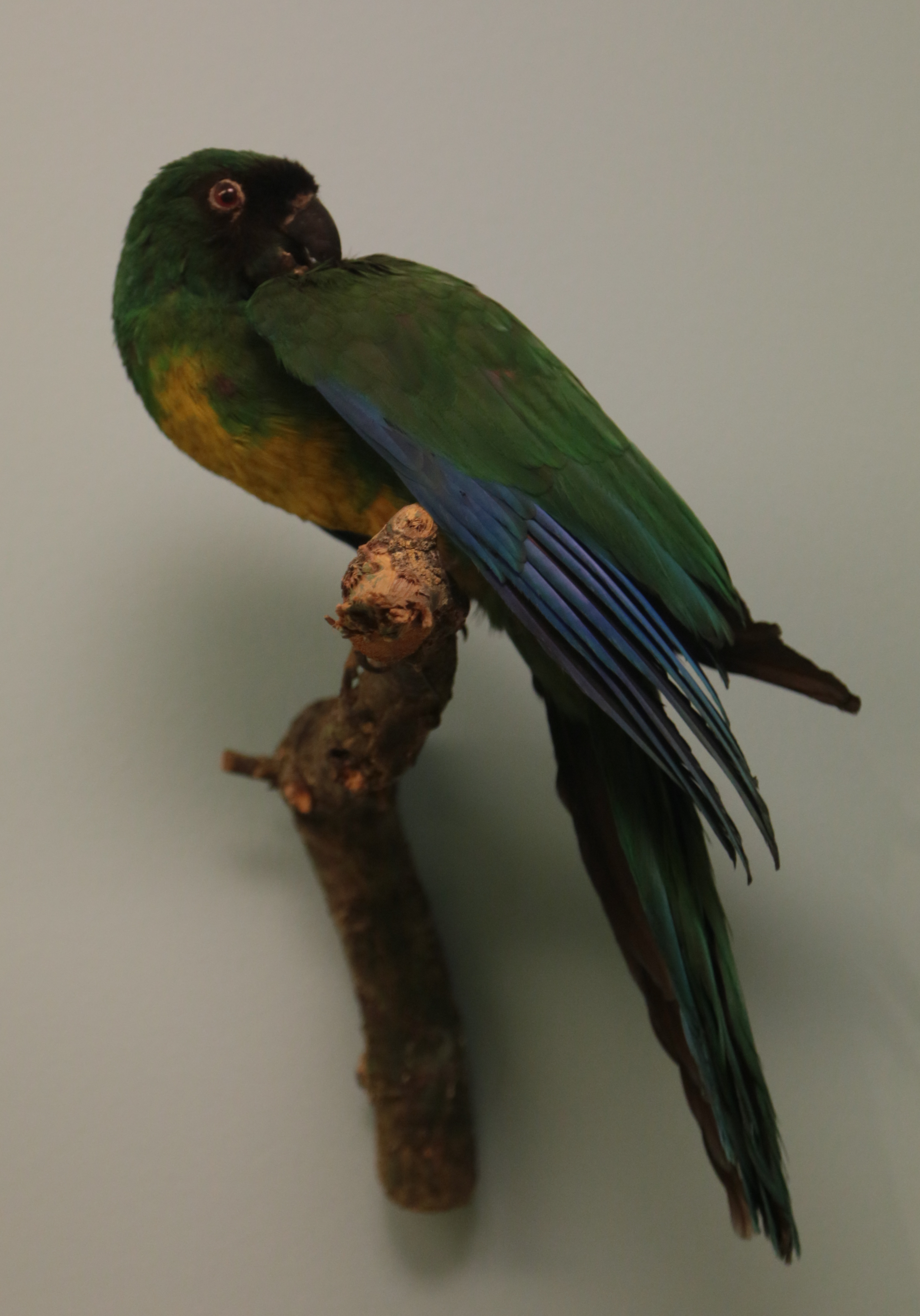
Ejemplar disecado.

El papagayo enmascarado mide alrededor de 47 cm de longitud, incluida su larga y ancha cola. Su plumaje es principalmente verde, con una característica mancha negra que ocupa su frente y parte frontal del rostro, y también son negras las plumas de la parte inferior de su cola. La parte central de su pecho y vientre son amarillos, con ciertos tonos anaranjados manchando su vientre, mientras que sus plumas primarias son azules. Su pico y patas son negruzcos y el iris de sus ojos es de color rojo anaranjado.

## Distribución y hábitat
El papagayo enmascarado se encuentra únicamente en las selvas tropicales y los manglares de la isla de Viti Levu, en el oeste del archipiélago de Fiyi. En el pasado quizás también ocupara la cercana isla de Ovalau.